# Cedar Walton
Cedar Anthony Walton, Jr. (ur. 17 stycznia 1934 w Dallas, zm. 19 sierpnia 2013 w Nowym Jorku) – amerykański pianista i kompozytor jazzowy. Laureat NEA Jazz Masters Award 2010.